# Chris Brookes
Chris Brookes (nacido el 24 de agosto de 1991) es un luchador profesional inglés quien actualmente trabaja en DDT Pro-Wrestling (DDT). A lo largo de su carrera. Brookes es conocido por sus apariciones en Combat Zone Wrestling (CZW), Progress Wrestling, Revolution Pro Wrestling (RevPro) y en el circuito independiente.

## Carrera

### Progress Wrestling (2017-presente)
El 24 de agosto de 2019, en Progress x APC, un evento organizado en colaboración entre Progress Wrestling y la promoción francesa APC, Brookes perdió ante Tristan Archer en un Trple Threat Match que también incluyó a Aigle Blanc y no logró capturar el Campeonato de APC.

### Revolution Pro Wrestling (2017-presente)
Junto a Travis Banks como CCK (Commonwealth Catch Kings), Brookes ganó los Campeonato Británico en Parejas de Revolution Pro Wrestling de Charlie Sterling y Joel Redman en su primer combate en la compañía.  CCK defendió con éxito esos títulos contra varios equipos, incluidos Ryan Smile y Shane Strickland, Sami Callihan y Martin Stone, y Los Ingobernables de Japón (Bushi & Hiromu Takahashi) antes de perder los títulos ante Moustache Mountain (Trent Seven & Tyler Bate).
CCK tuvo una exitosa Global Wars 2017, derrotando a Chaos (Rocky Romero & Yoshi-Hashi) en la primera noche del evento y haciendo equipo exitosamente con Kid Lykos en la segunda noche contra el equipo de Gedo, Hirooki Goto y Yoshi-Hashi.  CCK luego intentó recuperar los títulos de equipo de los nuevos campeones Suzuki-gun (Minoru Suzuki & Zack Sabre Jr.), pero perdió ante los campeones en Epic Encounter 2018.

### DDT Pro-Wrestling (2019-presente)
Brookes comenzó a luchar para DDT Pro-Wrestling en junio de 2019. Particularmente comenzó a asociarse con Masahiro Takanashi antes de llamarse CDK (Calamari Drunken Kings). En Wrestle Peter Pan 2019, Brookes y Takanashi derrotaron a Moonlight Express (Mao y Mike Bailey). En las vacaciones de verano de 2019, Brookes perdió ante Konosuke Takeshita y no ganó el Campeonato de Peso Abierto KO-D. Desde el 29 de noviembre de 2019 hasta el 28 de diciembre, Brookes participó en la edición 2020 del D-Oh Grand Prix, donde empató a Tetsuya Endo por el primer lugar en el bloque A. Se llevó a cabo un partido decisivo entre los dos hombres que perdió. En enero, Brookes anunció que se mudaría a Japón durante todo un año, ya que quiere que el DDT sea su compromiso número uno. 
El 23 de febrero de 2020, en Into The Fight 2020, derrotó a Takeshita y se convirtió en el primer Campeón Universal de DDT. El 20 de marzo, en Judgment 2020: DDT 23rd Anniversary, perdió el título ante Daisuke Sasaki.

## Campeonatos y logros
- Attack! Pro Wrestling
  - Attack! 24:7 Championship (1 vez)
  - Attack! Tag Team Championship (5 veces) – con Kid Lykos (4) y Kid Lykos II (1)

- Combat Zone Wrestling
  - CZW World Tag Team Championship (1 vez) – con Kid Lykos

- DDT Pro-Wrestling
  - KO-D Openweight Championship (1 vez )
  - DDT Extreme Division Championship (1 vez )
  - DDT Universal Championship (1 vez)
  - Ironman Heavymetalweight Championship (2 veces)

- Fight Club: Pro
  - FCP Championship (1 vez)
  - FCP Tag Team Championship (2 veces) – con Kid Lykos (1) y Kyle Fletcher (1)

- Progress Wrestling
  - Progress Tag Team Championship (3 veces) – con Kid Lykos

- Revolution Pro Wrestling
  - Undisputed British Tag Team Championship (1 vez) - con Travis Banks

- Southside Wrestling Entertainment
  - SWE Tag Team Championship (1 vez) - con Kid Lykos

- Westside Xtreme Wrestling
  - wXw Shotgun Championship (1 vez)

- Pro Wrestling Illustrated
  - Situado en el Nº291 en los PWI 500 de 2017[11]
  - Situado en el Nº416 en los PWI 500 de 2018[12]
  - Situado en el Nº354 en los PWI 500 de 2019[13]